# Martin Rosol
Martin Rosol  (* 7. června 1956, Praha) je sklářský výtvarník. Roku 1986 emigroval z Československa a od roku 1988 žije USA. Zpočátku spolupracoval s Michaelem Pavlíkem a později si zřídil vlastní ateliér v Massachusetts.

## Život
Martin Rosol je synem propagačního grafika, designéra a architekta mezinárodních výstav Vladimíra Rosola (19272014), kterému se normalizační režim mstil za Expo ´70 v –Ósace, kde se objevila díla otevřeně protestující proti okupaci sovětskými vojsky roku 1968. V letech 1973–1976 se vyučil brusičem skla v Ústředí uměleckých řemesel v Praze, ale z politických důvodů nemohl pokračovat studiem na vysoké škole a musel absolvovat povinnou dvouletou vojenskou službu. Pracoval jako brusič skla v Ústředí uměleckých řemesel, kde se vyráběly limitované série rukodělné výroby a asistoval některým uměleckým sklářům. Často zůstával v dílně i po pracovní době aby mohl realizovat vlastní projekty.
V té době se oženil a hledal možnosti jak se uplatnit jako výtvarník. Prostřednictvím Art Centra se mu roku 1981 podařilo poslat své vlastní práce na výstavu do Německa. Díla byla přijata a vystavena na Veletrhu uměleckých řemesel v Mnichově, kde jeden z objektů získal Zlatou medaili – Bavorskou státní cenu, za mistrovské provedení a silný umělecký výraz. Ředitel veletrhu si Rosolovo dílo zakoupil do své soukromé sbírky, ale na Rosolově domácí situaci v Praze se tím nic nezměnilo.
Zásadní přelom v životě Martina Rosola znamenalo seznámení s Michaelem Pavlíkem, který přijel do Československu se záměrem získat zde brusiče, který by mu pomohl zařídit dílnu v USA a spolupracoval s ním na jeho vlastních návrzích broušených plastik. Pavlíkovi se podařilo vyřídit pro něj oficiální pozvání a pětiměsíční pracovní vízum, ale Rosolova rodina musela zůstat v Praze jako rukojmí režimu. Martin Rosol využil času i pro vlastní tvorbu, kterou prodával prostřednictvím Holsten Galleries ve Stockbridge.
Rosolovy možnosti prosadit se jako sklářský výtvarník v Československu byly omezené a proto se rozhodl k emigraci. Krátce po návratu z USA v létě 1986 odcestoval za dramatických okolností s rodinou přes Maďarsko, Jugoslávii a Rakousko do Německa, kde pak do roku 1988 čekal na americká víza. Tuto dobu přečkal díky německým sběratelům Rosolových děl, kteří se o jeho rodinu postarali.
V USA spolupracoval s Michaelem Pavlíkem až do roku 2000. Postupně si zde vybudoval vlastní ateliér a domov poblíž Shelburnských vodopádů v Massachusetts. Roku 1994 získal americké občanství. Martin Rosol je ženatý a má dvě dcery.

### Ocenění
- 1981 Bavorská státní cena - Zlatá medaile na Veletrhu uměleckých řemesel v Mnichově (Bayerischer Staatspreis, Internationale Handwerksmesse)

## Dílo
Nejvýraznějšími rysy práce Martina Rosola jsou optické iluze, purismus, jednoduchost, harmonie a vyváženost, které leží za hranicemi běžné zkušenosti. Jeho záměrem je aby díla přijímala a udržovala v sobě světlo, stejně jako skutečné chrámy.
Martin Rosol tvoří své skleněné objekty z bloků barevného nebo čirého optického skla, které brousí, opracovává pískováním, leští nebo naopak matuje kyselinou a spojuje za studena lepidlem do architektonického tvaru. Užití barevných lepidel, která propůjčují sklu barevné reflexní plochy, převzal od svého kolegy Michaela Pavlíka, který tuto techniku vyvinul. Barevné vložky lepidla dodávají sklu, sestavenému z bezbarvých broušených bloků, kontrast a teplo. V minulosti někdy pískovaný, broušený a leštěný povrch svých děl zlatil aby působila slavnostně a budila dojem luxusu.
Uzavřené prostory uvnitř leštěných struktur vytváří různým stupněm průsvitnosti a rozmanitostí reflexních povrchů. Kontrastu dosahuje jasností křišťálu a ledovým leskem pískovaného skla.

### Zastoupení ve sbírkách (výběr)
- Corning Museum of Glass, NY[4]
- Kanazawa Museum, Japonsko
- Muzeum umění a designu, New York
- Muzeum umění ve Filadelfii, Filadelfie
- Muzeum výtvarného umění, Boston
- Moravská galerie v Brně
- Fuller Craft Museum, Brockton, MA
- Seven Bridges Foundation, Greenwich, CT

### Autorské výstavy (výběr)
- 1983 – Galerie v Karlovce, Praha
- 1991 – Holsten Galleries, Palm Beach
- 1995 – Heller Gallery, New York City
- 1995 – Composition Gallery, San Francisco
- 1997 – Composition Gallery, San Francisco
- 1998 – Miller Gallery, NY
- 1999 – Miller Gallery, S. Clements, NY
- 1999 – Chappell Gallery, Boston
- 1999 – Dane Gallery, Nantucket, MA
- 2000 – Chappell Gallery, Boston
- 2016 – Galerie Mánes, Praha